# Isaac de Nínive
Isaac de Nínive o Isaac de Siria (Beit' Katraja, ~640; Rabban Sabor, ~700), fue un monje, asceta, escritor, obispo, místico y teólogo. Es tradicionalmente venerado como santo, la Iglesia asiria de Oriente, en la Iglesia católica caldea, en la Iglesia católica siro-malabar y en la Iglesia ortodoxa, cuya onomástica es el 28 de enero.
El 9 de noviembre de 2024, el papa Francisco incluyó oficialmente a Isaac de Nínive en el martirologio romano. Ha sido la primera vez que la Iglesia católica reconoce como santo un cristiano nestoriano. 

## Vida
Creció en el actual Catar, en el golfo Pérsico. De muy joven, entró en un monasterio con su hermano, donde se hizo un gran escolástico y se ganó la simpatía del catholicós Jorge, quien lo ordenó obispo de Nínive, puesto del que abdicó tras solo nueve meses para cobijarse en el monte Matout como anacoreta. Allí vivió en soledad muchos años, comiendo solamente tres panes a la semana con algunas legumbres crudas, algo que nunca ha dejado de sorprender a sus hagiógrafos. Prácticamente ciego y a punto de morir, se refugió en el monasterio de Shabar, donde murió al poco con una ceguera que muchos atribuyen a su dedicación al estudio.

## Legado
Se le recuerda por sus homilías espirituales sobre la vida interior cuya amplitud transciende el nestorianismo y es aceptado plenamente como santo por la Iglesia ortodoxa. Sobreviven sus manuscritos en siríaco y árabe y algunas traducciones al griego, que después se tradujeron al ruso. 
Isaac evitó escribir sobre los tópicos en disputa de los debates teológicos de sus coetáneos, lo que le confirió cierto potencial ecuménico que le ha servido para que lo acepten fuera del nestorianismo. Se enmarca dentro de la tradición mística de los santos orientales que enfatizaban el valor del Espíritu Santo. 
Su influencia en la literatura ascética rusa es importante: en la obra Los hermanos Karamázov, de Fiódor Dostoyevski, el personaje Smerdiakov es un asiduo lector de Isaac el Sirio. Es igualmente citado en El Peregrino Ruso y varios de sus escritos están incluidos en la Filocalia.
También es mencionado en la canción Mesopotamia, de Franco Battiato.

## Obras

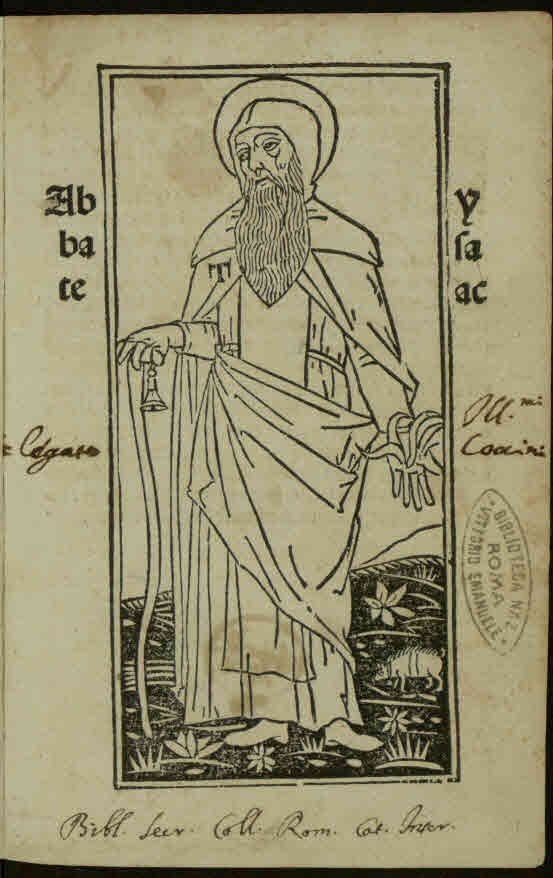
De perfectione vitae theoreticae, 1500

A Isaac se le reconoció muy pronto una autoridad indiscutida como maestro de vida ascética, y tras su muerte sus obras gozaron de gran éxito sobre todo en los ambientes monásticos de su Iglesia.
Sus obras fueron traducidas a partir del siglo IX del siríaco al griego y al árabe, tras lo que fueron muy apreciadas también en otras Iglesias orientales, y más tarde en el mundo eslavo y en los países latinos. Por tratarse de colecciones de discursos y no de obras sistemáticas, resulta difícil saber si lo que ha llegado hasta nosotros es la totalidad de su obra o solo una parte. La crítica moderna ha agrupado sus escritos en tres amplias colecciones.
Con el título de Liber de contemplu mundi se reunieron 25 sermones diferentes, arbitrariamente distribuidos en 53 capítulos. La misma colección ha sido incluida en las Filocalías griega y eslava. Por este camino pasó a Rusia.
De sus obras, traducidas al griego en el siglo XVIII y publicadas por Nicéforo Theotoki en 1895, se ha editado en castellano la siguiente obra:
- El don de la humildad: itinerario para la vida espiritual, Sígueme, Salamanca, 2007 ISBN 978-84-301-1629-4.